# Yan Pengfei
Yan Pengfei (chiń. 闫鹏飞; ur. 29 stycznia 1986) – chiński zapaśnik w stylu klasycznym. Zajął 28 miejsce w mistrzostwach świata w 2013. Brązowy medalista mistrzostw Azji w 2010 roku.